# Pelzgeld

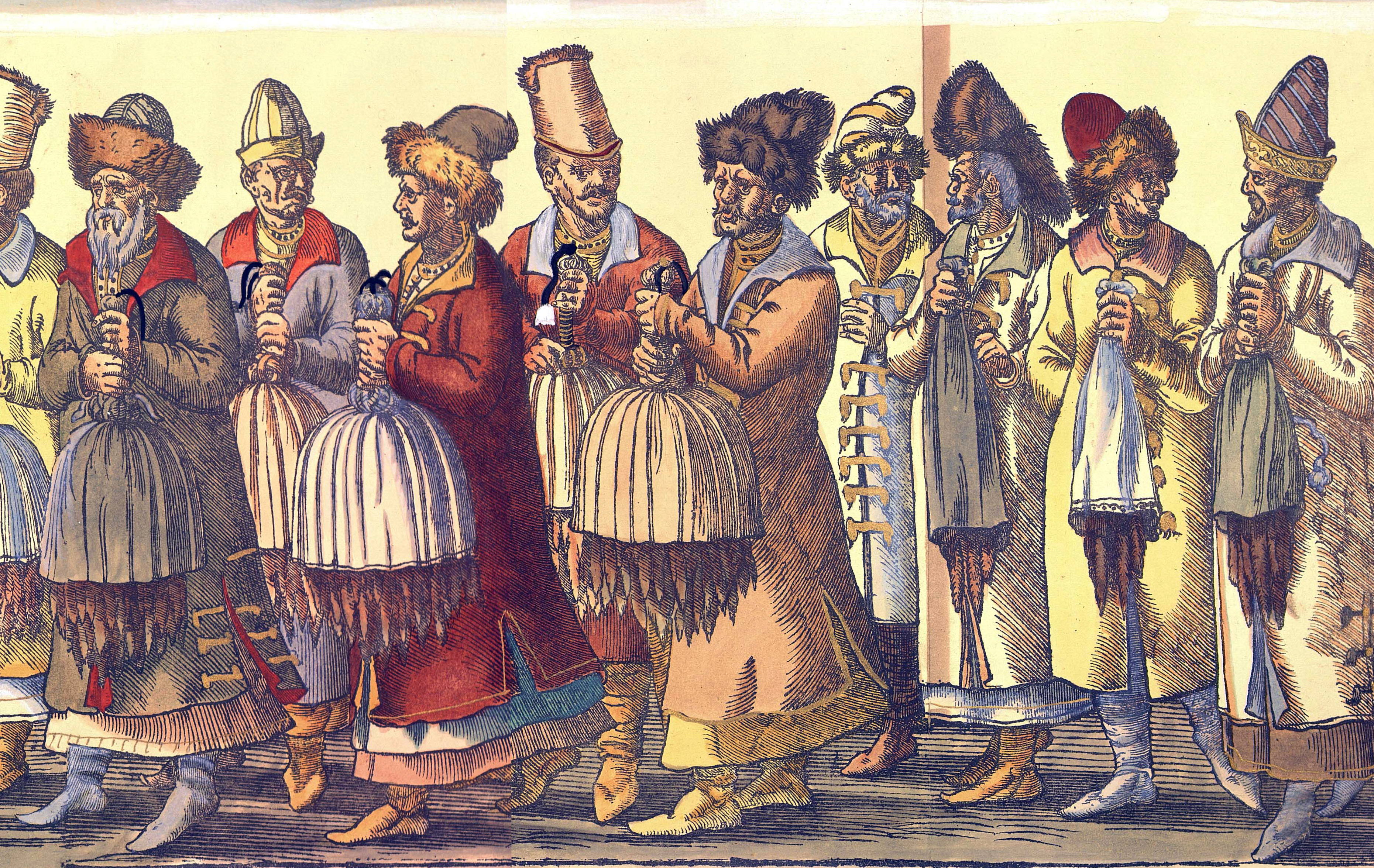
Russische Gesandte des Großfürsten Iwan beim deutschen Kaiser, mit Geschenken von Zobel- und Nerzfellen (15. Jh.)

Felle waren als Pelzgeld beziehungsweise Fellgeld in verschiedenen Gegenden ihres Anfalls ein wesentliches Zahlungsmittel. Dies waren hauptsächlich die Bälge sogenannter Edelpelztiere, ihrer letztlichen Bestimmung nach Rohprodukte zur Herstellung von Pelzwaren. Die kroatische Währungseinheit Kuna (von altslawisch kuna, kuny für „Marder“) wies noch bis Ende 2022 darauf hin, als sie durch den Euro ersetzt wurde.

## Geschichte
Lange bevor Edelmetalle zur beliebtesten Grundlage der Zahlungsmittel der Völker wurden, waren Herdentiere der älteste Wertmesser der indogermanischen Völker. Das lateinische Wort „pecunia“ für Geld, von lateinisch „pecus“ (Vieh), weist darauf hin. Bis in die heutige Zeit richtet sich vereinzelt in Asien und Afrika das Ansehen eines Stammesmitgliedes noch nach der Größe seiner Viehherde.
Die frühesten Tauschgeschäfte von Waren sind noch nicht als Handel anzusehen, da das Tauschobjekt vom Empfänger in der Regel direkt verbraucht wurde, Felle wiesen anfangs daher noch keinen dem Geld vergleichbaren universellen Wert auf. Viehwerte waren jedoch im Tausch und bei Zahlung nur wenig abstufbar, auch war ein Handel über größere Entfernung damit kaum möglich. So bürgerten sich im Norden und Osten Europas frühzeitig Häute, Felle und Pelze erlegter Tiere als auch überregionales, relativ leicht zu transportierendes Tausch- und Zahlungsmittel ein.
Im altnorwegischen Recht bezeichnet „feldr“ einen Schafspelz, der als Zahlungsmittel diente. In der norwegischen Provinz Telemark wurde bis in das späte Mittelalter nach Tierhäuten („hud“) gerechnet; auf den Färöer-Inseln zahlte und verrechnete man bis zum Jahr 1936 in Schaffellen, bis sie schließlich den Wert einer Münze von 1/24 Speziestalern erhielten. In Finnland hat das Wort „raha“, Eichhornfell (in der Pelzbranche Feh genannt), die allgemeine Bedeutung von Geld angenommen, das Gleiche soll in der Eingeborenensprache von Alaska der Fall sein. Die Skandinavier sühnten Beleidigungen dadurch, dass sie dafür mit Fuchs-, Marder-, Hermelin- und Zobelfellen bezahlten. In den Polarländern, in Sibirien und in Kanada bestand im Warenaustausch ein festes, anerkanntes Werteverhältnis zwischen den verschiedenen Fellarten.
Der Bischof von Breslau beispielsweise erhob am Anfang des 13. Jahrhunderts aus den Walddörfern der Kastellanei Lähn Eichhörnchen- und Marderfelle als Zehnten. Im Jahr 1381 zinste die Ortschaft Haindorf in Nordböhmen jährlich 66 Eichhörnchen, und Nickel Vogeler von Einsiedel hatte 30 Eichhörnchen als Jahressteuer abzuliefern. Sogar noch im Jahr 1603 zahlte man im tirolischen Weitental nach alter Sitte mit Tierhäuten.
Vor allem im slawischen Osten mit seinem im Altertum reichen Vorkommen an Pelztieren war das Fellgeld lange Zeit als Zahlungsmittel beliebt. Pelzfelle bildeten in alter Zeit für Osteuropa eine der wichtigsten Quellen des Wohlstands. Ihr Inlandswert war jedoch zeitweilig durch die große Menge des örtlichen Anfalls recht gedrückt. Beispielsweise war es lange Zeit üblich, dass der Käufer eines Kupferkessels denselben bis zum Rand mit Zobelfellen als Kaufpreis füllen musste. Der Kleriker Adam von Bremen (* wohl vor 1050; † vermutlich 1081/1085), beschreibt dieses Missverhältnis: „Und zwar schätzen jene diese Felle, wie ich glaube, zu unserem eigenen Verderben nicht höher als Mist, während wir mit rechten und unrechten Mitteln nach einem Marderkleid wie nach der höchsten Glückseligkeit lechzen. Daher bringen wir jene für wollene Gewänder, die wir »faldones« nennen, diese kostbaren Marderfelle dar.“

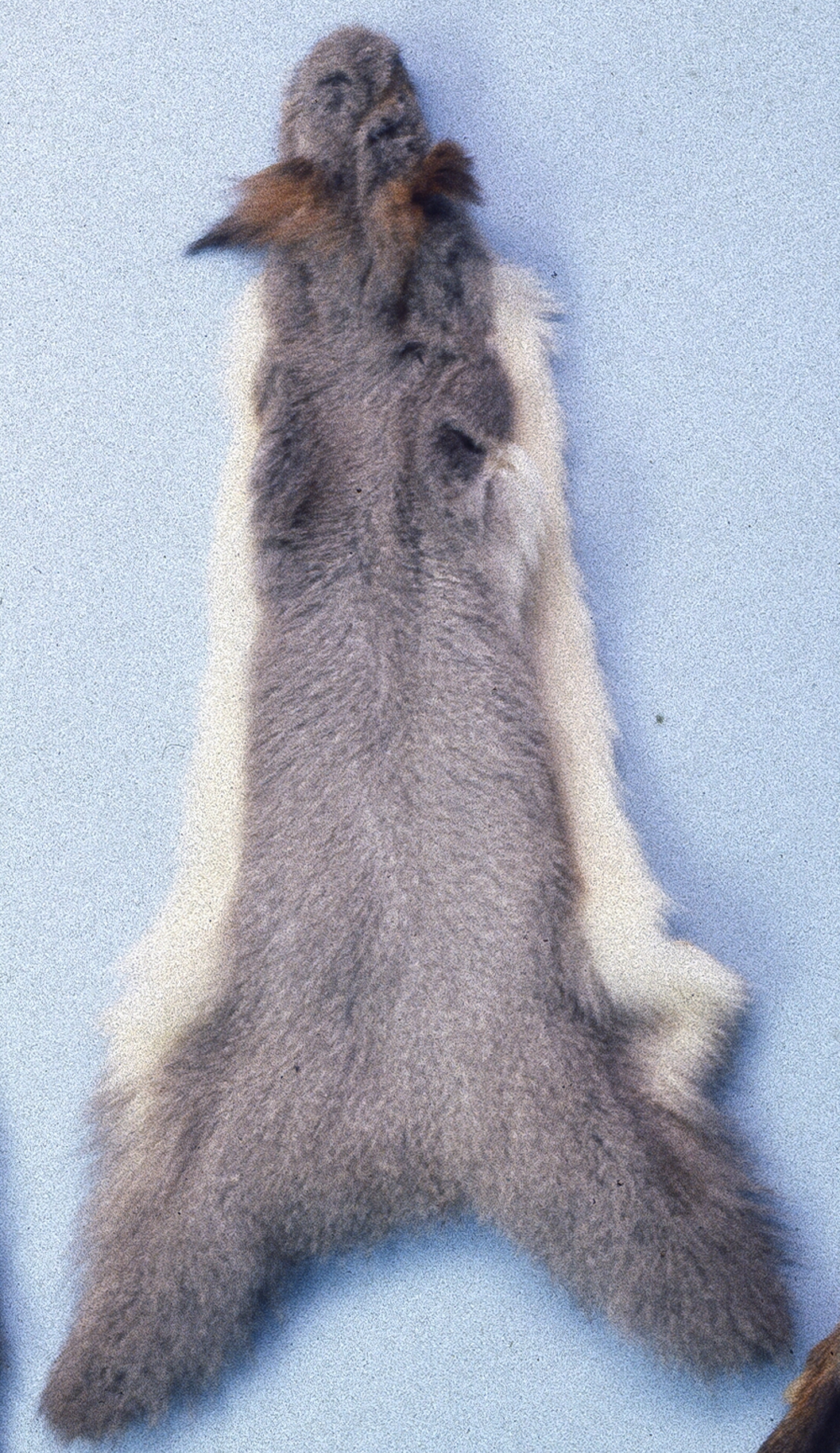
Russisches Eichhörnchenfell (Feh)
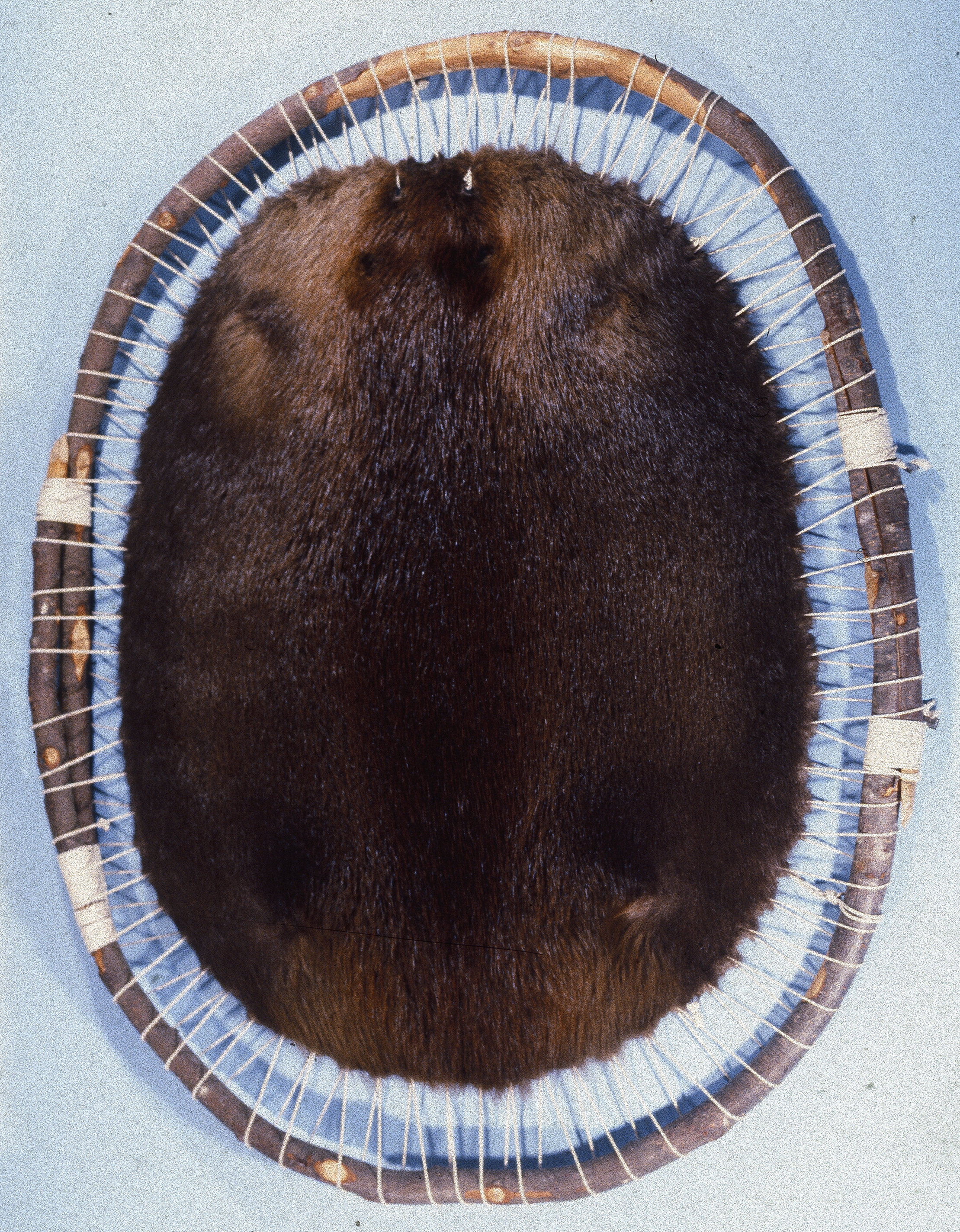
Amerikanisches Biberfell

Von den Bulgaren berichtet der arabische Geograph Ahmad ibn Rustah aus dem 10. Jahrhundert: „Ihr Hauptreichtum ist der „deleq“ (Marder). Sie haben kein geprägtes Geld, sondern ihre Dirhems sind der deleq. Ein Marderfell gilt zweieinhalb Dirhem. Weiße runde Dirhems kommen zu ihnen nur aus islamischen Ländern zur Bezahlung“. Schöps schrieb 1951: „Diese Gleichsetzung der Edelpelze mit den Münzen benachbarter Länder ist noch heute bei den Nomadenvölkern Nordostrusslands und Sibiriens üblich.
Bei den Polarvölkern waren Pelze ein kostbares Gut, für das man sich sogar eine Frau eintauschen konnte. Bei den Ostjaken musste der heiratslustige junge Mann zu den 150 Rentieren noch 50 Kreuzfuchsfelle hinzugeben. Nach Angabe des Zoologen Otto Finsch verstanden die Einheimischen darunter das mausgraue Fell eines jungen Eisfuchses, das dort eine schwärzliche Längs- und Querzeichnung über Rücken und Schultern aufweist. Die Samojeden, eine kleine Volksgruppe des uralischen Sprachstammes, begnügten sich neben Stoffen und anderen Dingen mit 90 Rentieren, hinzu kamen aber auch 45 Kreuzfüchse sowie 5 Blaufüchse. Bei den Handelsgeschäften zwischen Russen und Samojeden bildet der pesécъ »Steinfuchs« noch heute die Währungseinheit. Der russische Händler sagt z. B.: »Ich gab Dir (dem Samojeden) für einen oder zwei Steinfüchse.« Es ist nicht ausgeschlossen, dass der zunehmende Handelsverkehr mit den finnischen Stämmen zur Ausbreitung und Beibehaltung dieses Fellgeldes beitrug.“ In der Mansischen Sprache, zum obugrischen Zweig des finno-ugrischen Sprachstammes gehörende Sprache, wird der Rubel mit „sêt-lîn“, Hundert Eichhörnchen, benannt, auch in anderen ural-altaischen Sprachen werden die russischen Kopeken als Eichhörnchen bezeichnet. In der Marisprache und im Syrjänischen heißen sie „ur“ (finnisch „orava“), im Udmurtischen „koni“, im Wogulischen „lîn“ und im Tartarischen „ti'in“.

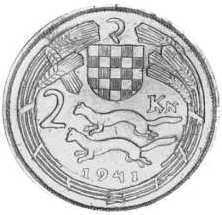
Eine kroatische Kuna mit der Abbildung von zwei Mardern

Im älteren Russisch ist als beliebtestes Wort für Geld „kuna“, „kuny“ anzusehen, das einschließlich seiner Ableitung „kunica“ ursprünglich den Marder bezeichnete. Auch russisch „bӗlka“, Eichhörnchen, bezeichnete in alter Zeit eine Münzeinheit. Das russische „vékša“, das vermutlich als Koseform zu „vӗverica“, Eichhörnchen, gehört, benennt im Altrussischen ein weit verbreitetes Tauschmittel, dem eine Geldfunktion zukam. In der jüngeren Prawda des 13. Jahrhunderts wurde eine Art Kleingeld erwähnt, die sogenannten „Rjesanen“ (von „rӗzanъ“ zu altslawisch „rӗzati“, das hieß schneiden), dies waren abgeschnittene, verschiedenartig bezeichnete Pelzstückchen. Auf den großen Handelsplätzen von Nowgorod und Pskow fanden in diesem Sinn Marderschnauzen („mórdki“), Stirnläppchen von Eichhörnchen („lobki“) und andere Pelzstücken als ein allgemein beliebtes Klein- und Wechselgeld Verwendung. Auch Hasenfelle dienten in Russland im Tauschhandel als Scheidemünze, die kleinste Kupfermünze bekam dort den Namen Polutska, von Poluschken, ein halbes Hasenfell. In Fellen wurde Wergeld erhoben, Straßenabgaben, Brückengeld und Handelszölle entrichtet, auch der Dienst der Geistlichen für die Abhaltung von Seelenmessen für die Verstorbenen erfolgte mit Fellen. Die Sojoten aus dem Quellgebiet des Jenissei hatten bis in die 1910er Jahre noch alljährlich ihre Steuern in der Form von Marder- und Zobelfellen nach China abzuliefern, die dafür von ihren Stammeshäuptlingen eingetrieben wurden.
Vom 14. Jahrhundert an war man in den Ländern des russischen Reiches zum Metallgeld übergegangen. Zum Abschluss wurden die als Zahlungsmittel benutzten Eichhörnchen- und Marderschnauzen, die nicht weniger als 500 Jahre lang im Umlauf gewesen waren, gegen Silber eingewechselt. Doch gab es vom Staatsschatz auch lederne „Kunen“, die jedoch im Wert sanken, weil die Mongolen sie nicht anstelle von Silber annehmen wollten. Deshalb erkannten sie auch die Russen des Großfürstentums nicht mehr an, und sie verschwanden dort wieder aus dem Verkehr. In anderen Teilen Russlands waren diese Geldzeichen länger im Gebrauch. Im 16. Jahrhundert berichtete der Gesandte Kaiser Kaiser Maximilians I., der 1517 und 1518 in Russland war, dass die Russen noch vor kurzem statt des Münzgeldes Schnauzen und Ohren von Eichhörnchen und anderen Tieren gebraucht hätten. Noch Anfang des 15. Jahrhunderts konnte man im Land der Dwina mit Kunen bezahlen. Um 1410 wurden sie von der Regierung in Nowgorod abgeschafft und Kupfermünzen eingeführt, im Jahr 1420 auch Silbermünzen. 1607 zahlten männliche Einwohner in Perm bis zu 5 Zobel pro Kopf – auch 3 Zobel – oder auch vom Familienvater 10 Zobel, vom Junggesellen 5 Zobel. Es finden sich auch Zahlen wie 11 Zobel pro steuerpflichtigem Kopf.
Genau wie die westslawischen Fürsten, die den deutschen Kaisern ihre Huldigungsgaben zu einem erheblichen Teil in der Form von Fellen darbrachten, so entrichteten noch mehr als ein Jahrtausend später die unterworfenen Völkerschaften Sibiriens den Russischen Eroberern Felle und Pelze als Tribut. Im Pelzhandel ist noch heute der Begriff Kronenzobel für die allerfeinsten Zobelfelle üblich, die „Bargusinski“ aus dem Bargusingebirge, eigentlich die Bezeichnung für den an den Zaren abgeführten Tribut (Jassak, Yassak oder Iassak), beziehungsweise die dann von der russischen Krone an ausländische Würdenträger verschenkten Zobelfelle oder -pelze. Im Jahr 1610 wurde eine Kriegskasse erbeutet, die 5450 Rubel in Silber und 7000 Rubel in Pelzwerk enthielt. Noch 1920 war das Zobelfell bei den Einwohnern Kamtschatkas geradezu eine Münze. Alle Geschäfte wurden in Fellen abgeschlossen, selbst das „Schulgeld“. Die Unterrichtung eines Knaben kostete ein Zobelfell, Mädchen waren mit einem Fuchsfell etwas günstiger.
In Nordamerika galt in früheren Jahrhunderten das Biberfell als Zahlungsmittel. Die Hudson’s Bay Company hatte im 17. und 18. Jahrhundert unter anderem folgende, sich alle am Biberfell orientierende Tauschtarife
| Anzahl der Felle | Gegenwert          |  | Anzahl der Felle                                | Gegenwert                                       |
| 15 Biberfelle    | eine Flinte        |  | 5 Biberfelle                                    | eine wollene Decke                              |
| 3 Biberfelle     | ein Dutzend Messer |  | 2 Biberfelle                                    | ein Pfund Tabak usw.                            |
| 2 Biberfelle     | eine Axt           |  | ein Schwarzfuchs war ranggleich 20 Biberfellen. | ein Schwarzfuchs war ranggleich 20 Biberfellen. |

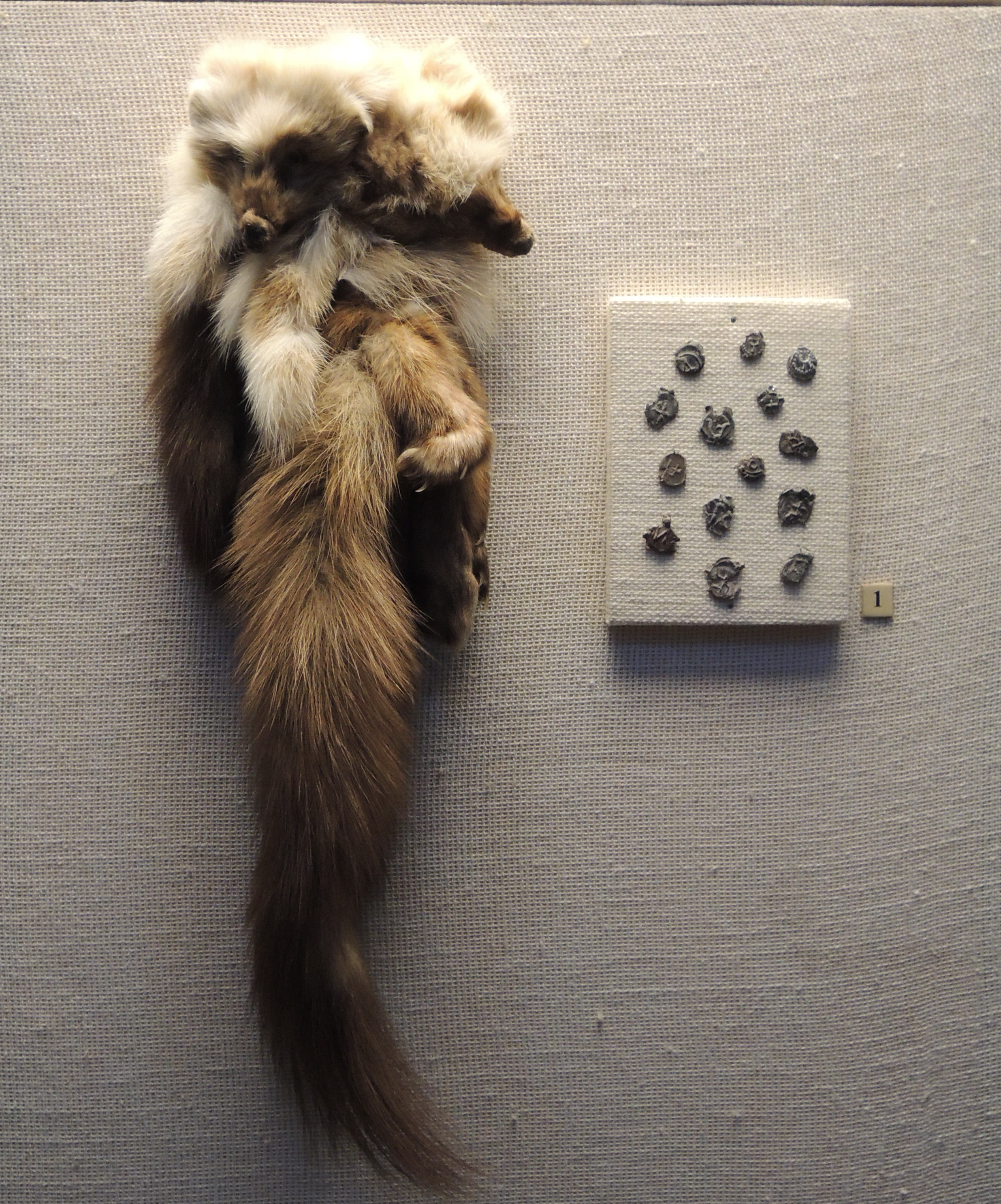
Zwei Marderfelle, „Pelzgeld“, Rekonstruktion im Staatlichen Historischen Museum Moskau. Die Bleiplomben dienten zum Versiegeln der Fellbunde oder -sendungen.

Setzten die enormen Preise, die die Indianer für europäische Waren zahlen mussten, die Zeitgenossen schon damals in Erstaunen, so ist dies jedoch eine bereits etwas verbesserte, reglementierte Liste. Noch weniger reell liest sich, dass für eine Flinte so viele Biber aufgeschichtet werden mussten, wie dieselbe lang war. Was dazu geführt haben soll, dass die den Indianern eingetauschten Gewehre jedes Jahr länger wurden. Zeitweilig wurden mehr Felle eingeliefert, als die Hudson’s Bay Company an entsprechender Ware ab Lager abzugeben hatte. Man behalf sich damit, dass man den Einlieferern in Stücken zerschnittene, mit dem Stempel der Gesellschaft versehene Biberfellstücken als „Pelzgeld“ übergab.
Etwa 1680 hatte die Hudson’s Bay Company eine Wolldecke eingeführt, deren Wert einer Währung gleichkam: „Die Decke, die in drei Variationen auf den Markt kam - weiß oder rot mit zwei schwarzen querlaufenden Streifen; weiß mit je zwei querlaufenden Streifen in Rot, Grün, Gelb oder Schwarz -, trug an einer Längskante schwarze Striche, die sogenannten «Points». Dreieinhalb Points bedeuteten den Gegenwert von zwei großen Biberfellen und einem kleinen. Auch heute [1983] entspricht der Preis der historischen Wolldecke immer noch der durch Points angezeigten Zahl der Biberpelze.“
Auch Blaufuchsfelle und Weißfuchsfelle waren bis um 1900 im nördlichsten Amerika wie eine Art Pelzgeld im Tauschverkehr mit den Inuit.

### Zitat
„Die Hermelinmützen sind eine Tracht, deren sich die alten gegen dem kalten Norden gelegenen Könige bedienet; welche deswegen die Römer, denen solche Tracht in ihrem heißen Lande seltsam vorkam, Pelzkönige genennet haben (u). Wie denn auch im Handel und Wandel sich selbige Völker des Pelzwerkes, an statt des Geldes, für Silber und Gold bedienet: sogar daß auch die Wetten oder Geldstrafen auf das Pelzwerk taxiret und gerechnet waren; und zum Exempel, ein ehrenrüchriges Wort mit einem Fuchspelz; eine Maulschelle mit einem Marter; andere schwerere Verbrechen mit Zobeln, Hermelin und anderem kostbaren Futter gebüßet werden müßen.“